# Уитни, Джон
Джон Да́ннинг Уи́тни (англ. John Dunning Whitney; 19 июля 1850, Нантакет, США — 27 ноября 1917, Честнат-Хилл) — американский католический священник и иезуит, а позже президент Джорджтаунского университета. Родился в Массачусетсе и в 16 лет поступил на службу в военно-морской флот США, где и узнал о католицизме. После армии вступил в Общество Иисуса и провёл следующие двадцать пять лет за изучением и преподаванием математики в иезуитских институтах по всему миру, в том числе в Канаде, Англии, Ирландии, а также в США — в Нью-Йорке, Мэриленде, Бостоне и Луизиане. С 1886 года преподавал в Колледже Спринг-Хилл в Алабаме и затем стал вице-президентом этого учебного заведения. Спустя 12 лет был избран президентом Джорджтаунского университета.
Во время его трёхлетнего правления на данном посту, в университете было проведено множество реконструкций, в том числе было завершено строительство Гастон Холла и входов в Хили-холл. При нём была открыта школа стоматологии, а также больница при данном университете. После истечения срока полномочий, он несколько лет работал казначеем при Бостонском колледже, а затем выполнял пастырскую работу в Филадельфии, Бруклине и Балтиморе, где в итоге стал префектом церкви Святого Игнатия. Он продолжал работать в Бостонском колледже, где и умер в 1917 году.

## Ранняя жизнь
Джон Даннинг Уитни родился 19 июля 1850 года в Нантакете, штат Массачусетс и происходил из знатного рода. Его отцом был Томас Г. Уитни, а матерью — Эстер А. Уитни (урожд. Даннинг). Эстер была благочестивой конгрегационалисткой, в результате чего Джон был воспитан в этой вере. Он учился в нескольких государственных и частных школах, в том числе и в средней школе Нантакета, а в 1866 году поступил на службу в Военно-морской флот США. Будучи лейтенантом на борту учебного судна USS Mercury прошёл через религиозное обращение.

### Приобщение к католицизму
Во время службы он часто дискутировал о религии со своим армейским товарищем, который утверждал, что ни одна из протестантских церквей не является единой истинной церковью, коей, в свою очередь, является либо Церковь Иисуса Христа Святых последних дней, либо Католическая церковь. Уитни также сравнивал различные практики протестантских и католических капелланов на борту корабля. Беседы с товарищем убедили Уитни задуматься об «утверждениях католической церкви». В августе 1870 года USS Mercury находился в Ньюпорте (Род-Айленд), чтобы принять участие в Кубке Америки. Капитан пригласил на борт молодожёнов-католиков, которые возвращались в Нью-Йорк после гонок на яхтах. Во время плавания по проливу Лонг-Айленд невеста выронила книгу за борт; один из офицеров спустил шлюпку на воду и вернул её. Высадившись в Нью-Йорке, невеста оставила книгу на корабле, которая, как выяснил Уитни, оказалась религиозным изданием The Invitation Heeded: Reasons for a Return to Catholic Unity Джеймса Кента Стоуна, которое было написано в ответ на призыв блаженного Пия IX ко всем христианам вернуться к Матери-Церкви.
Прочитав книгу несколько раз, Уитни обратился к одному из корабельных капелланов и иезуиту, Доминику Дюранке, и заявил, что если её содержание истинно, то он должен стать католиком. Получив наставление молиться и изучать книгу дальше, он попросил принять его в католическую церковь, а Стоуна сделать его крёстным отцом. 2 ноября 1870 года (в День всех усопших верных) Уитни был условно крещён Дюранке в церкви Святого Павла Апостола в Нью-Йорке.

### Обучение и преподавание
14 августа 1872 года Уитни вступил в Общество Иисуса в районе Сот-о-Реколле в Монреале (Канада), где пробыл два года. В 1875 году он отправился в Манреса-Хаус в районе Рохамптон в Лондоне (Англия), где в течение года изучал риторику, а затем в течение трёх лет учился в колледже Стоунихёрст в Ланкашире, где изучал философию. В течение года он преподавал математику, а в 1880 году вернулся в США, где в течение четырёх лет продолжал преподавать математику в колледже Святого Франциска Ксаверия в Нью-Йорке.
В 1884 году он поступил в Вудстокский колледж в Мэриленде для изучения теологию. В следующем году его направили в Мобил (штат Алабама), где 15 августа 1885 года он был рукоположён в священники. В 1886 году он начал преподавать математику в Колледже Спринг-Хилл и со временем стал вице-президентом школы. После четырёх лет обучения в Спринг-Хилл он отправился в Ирландию, где изучал теологию в Миллтаун-Парке в Дублине, а затем в 1892 году вернулся в Рохамптон для получения степени терциала.
Затем Уитни вернулся в Соединённые Штаты и начал преподавать математику в колледже Святого Чарльза в Гранд-Кото (штат Луизиана), с 1893 по 1895 год. В 1897 году он был переведён в колледж Непорочного Зачатия в Новом Орлеане, а затем в колледж Святого Иоанна в Бронксе, позже известный как Фордемский университет.

## Джорджтаунский университет
3 июля 1898 года Уитни был назначен президентом Джорджтаунского университета, сменив на этом посту Джозефа Х. Ричардса. Во время его президентства был проведён ряд мероприятий по улучшению кампуса. Была открыта больница Джорджтаунского университета и принят первый пациент. Гастон Холл был отремонтирован в 1901 году. В том же году Энтони А. Херст, богатый житель Филадельфии, а также выпускник Джорджтаунского университета и Школы права совершил пожертвование в университет от своего лица на строительство библиотеки Херста внутри Хили-холла. К тому же, были достроены главный и центральный входы в Хили-холл, вымощены дорожки и отремонтировано несколько зданий кампуса, включая часовню Дальгрена. В 1901 году Уитни убедил преподавателей Медицинской школы университета пересмотреть предложение местного дантиста У. Уоррингтона Эванса о присоединении его Вашингтонского стоматологического колледжа к медицинскому факультету, которое он выдвигал с 1870 года. Медицинский факультет принял это предложение в мае 1901 года и в конце июля Вашингтонский стоматологический колледж стал факультетом университета. Впоследствии он станет Стоматологической школой заведения.
14 мая 1901 года университет принимал архиепископа Себастьяно Мартинелли, апостольского нунция в США, по случаю его посвящения в Коллегию кардиналов. На торжественном приёме в Хили-холле присутствовали студенты и преподаватели в академических регалиях, а также многие высокопоставленные лица, включая военного министра Элиу Рута, всех судей Верховного суда США и федерального Апелляционного суда США по округу Колумбия, большинство послов иностранных государств в США, многие военные и морские командиры, а также преподаватели других местных университетов. Уитни был популярен среди студентов, однако настоятель провинции иезуитов решил не продлевать его президентский срок, считая, что он уделял слишком много внимания атлетике и был расточителен. 11 июля 1901 года его сменил Джером Догерти.

## Последние годы
После окончания своего президентства в Джорджтаунском университете Уитни был назначен казначеем Бостонского колледжа в 1902 году и занимал этот пост пять лет. Находясь в Массачусетсе, он также тесно сотрудничал с женской конгрегацией «Сёстры Пресвятой Девы Марии Милосердия Доброго Пастыря». Затем он покинул Бостон, чтобы принять служение в церкви Святого Иосифа в Филадельфии, а в августе 1909 года стал префектом церкви Святого Игнатия в Балтиморе. Он сменил Фрэнсиса К. Брэди, который ушёл, чтобы стать президентом колледжа Лойола в Мэриленде, и Уитни оставался в церкви Святого Игнатия до конца своей жизни.
Во время пребывания в церкви Святого Игнатия он руководил содатством церкви Святого Игнатия, которое распоряжалось стипендией Уильяма Р. Муллана. 1912 год он провёл в Бруклине, вдали от своего прихода. В мае 1916 года его здоровье стало ухудшаться, и часть 1917 года он прожил в Бостонском колледже в Честнат-Хилл (штат Массачусетс), где и умер 27 ноября того же года. Отпевание Джона Уитни состоялось в церкви Непорочного Зачатия в Бостоне, а похоронен он был в колледже Святого Креста в Вустере.